# Elemosina di santa Elisabetta
L'Elemosina di santa Elisabetta è un dipinto olio su tela (295 × 202 cm) di Bartolomeo Schedoni del 1613 e conservato presso il palazzo reale di Napoli. 
La sala della residenza reale nella quale è esposto oggi il dipinto è la XVIII ed è interamente dedicata alla pittura emiliana del XVI secolo. Infatti, nella Sala della pittura emiliana, sono raccolti altri dipinti di Bartolomeo Schedoni, uno del Guercino, Il Sogno di San Giuseppe ed altre tele di autori emiliani.    
L'opera ha vissuto diverse vicissitudini nel corso della sua storia per quel che riguarda la sua ubicazione. Inizialmente la tela fu eseguita per il Palazzo Ducale di Parma, poi passò a Napoli assieme alla collezione farnese del 1734 che fu ereditata da Carlo di Borbone. Successivamente passa prima ai francesi (1799), poi a Roma e solo nel 1832 torna a Napoli al museo borbonico prima e al palazzo reale dopo (1841).